# Dansk Melodi Grand Prix 1959
Dansk Melodi Grand Prix 1959 var det tredje Danske Melodi Grand Prix, og fandt sted 11. februar 1959 i Radiohusets studie 2. Værten var Sejr Volmer-Sørensen.
Vinderen blev "Uh – jeg ville ønske jeg var dig" sunget af Birthe Wilke, som blev nummer 5 i Eurovision Song Contest.
| Nr. | Sang                                   | Sanger                            | Sangskriver                                        | Placering |
| --- | -------------------------------------- | --------------------------------- | -------------------------------------------------- | --------- |
| 1   | Engang bli'r det forår igen            | Gustav Winckler                   | Flemming Geill, Vilfred Kjær                       | -         |
| 2   | Jeg er på vej til dig                  | Preben Uglebjerg                  | Kai Normann Andersen, Thøger Olesen                | 2         |
| 3   | Uh - jeg ville ønske jeg var dig       | Birthe Wilke                      | Otto Lington, Carl Andersen                        | 1         |
| 4   | Alt, hvad der er værd at få            | Grete Klitgaard & Gustav Winckler | Carl Viggo Meincke, Emilie Noller, Inger Christrup | -         |
| 5   | Det første lille kys                   | Grete Klitgaard                   | Herbert Kretzschner, Knud Pheiffer                 | -         |
| 6   | Latinersangen ("Peblinge Cha-Cha-Cha") | Birthe Wilke & Preben Uglebjerg   | Heinz Frellesen, Tage Elmholdt                     | 3         |

## Eksterne kilder og henvisninger
- Dansk Melodi Grand Prix 1959 (Webside ikke længere tilgængelig)

| Musik | Spire Denne musikartikel er en spire som bør udbygges. Du er velkommen til at hjælpe Wikipedia ved at udvide den. |